# Бондо, Варрен
Варре́н Пьер Бондо́ (фр. Warren Pierre Bondo; род. 15 сентября 2003, Эври) — французский футболист, полузащитник итальянского клуба «Милан», выступающий на правах аренды за «Кремонезе».

## Клубная карьера
Прежде чем присоединиться к академии «Нанси» в 2018 году, Бондо играл за клубы «Корбей-Эссонн», «Вири-Шатийон» и «Бретиньи». 24 ноября 2020 года он дебютировал за основную команду клуба в Лиге 2. 10 июня Варрен отказался продлевать контракт с клубом из-за вылета команды в Насьональ.
28 июля 2022 года Бондо перешёл в вышедший в итальянскую Серию А клуб «Монца» и подписал трёхлетний контракт. Дебютировал за новый клуб 31 августа 2022 года в матче чемпионата Италии против «Ромы», выйдя на замену на последних минутах.
3 февраля 2025 года перешёл в «Милан», подписав контракт с итальянским клубом до 30 июня 2029 года.

## Карьера в сборной
В июне 2022 года Варрен был вызван в сборную Франции до 19 лет для участия в молодёжном чемпионате Европы. Вместе с командой Бондо дошёл до полуфинала турнира.